# Stanisław Szachowski

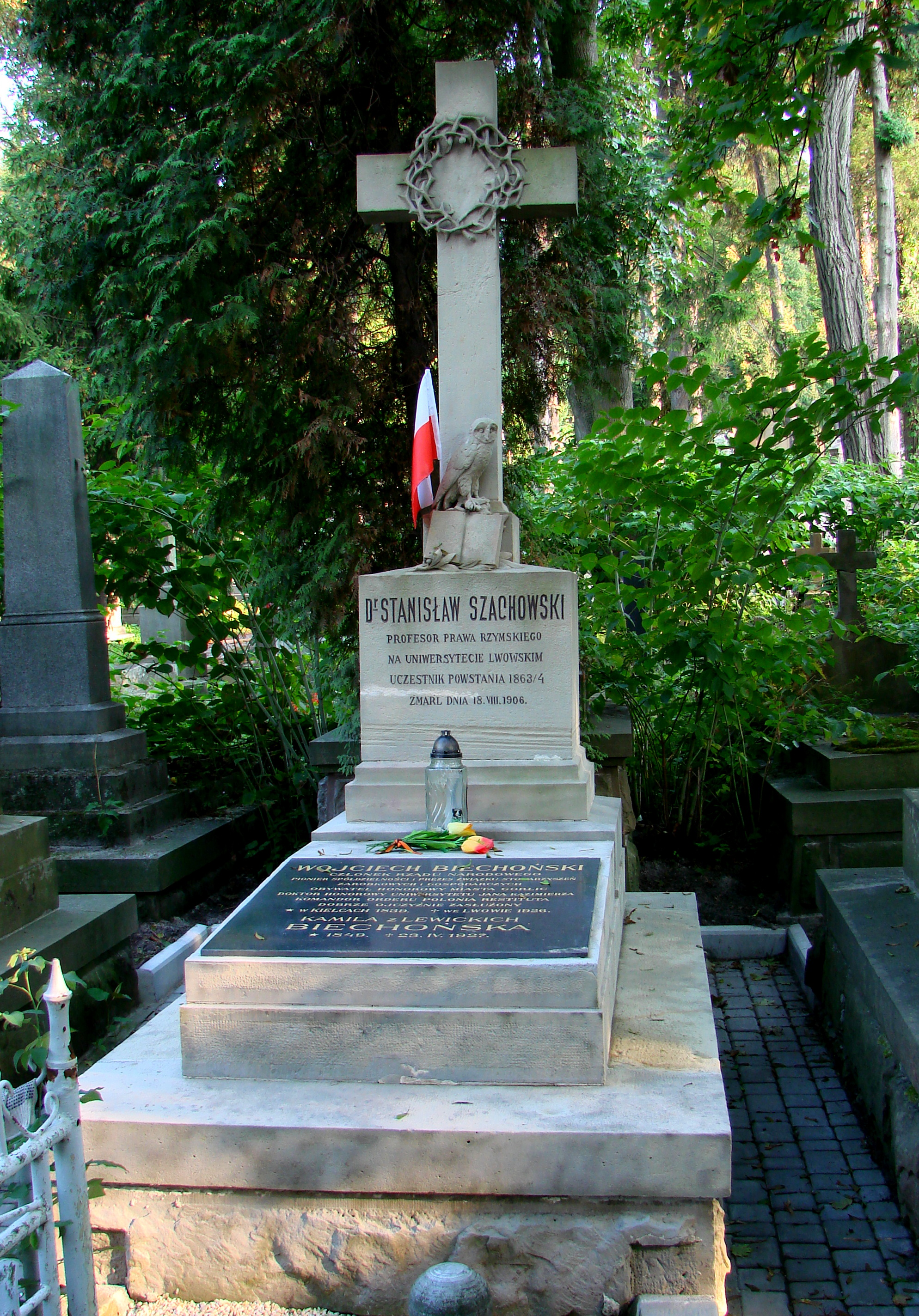
Grób Stanisława Szachowskiego

Stanisław Krzysztof Szachowski (ur. 8 maja 1837 w Błoniu, zm. 18 sierpnia 1906 we Lwowie) – polski prawnik.

## Życiorys
Był synem Franciszka, nauczyciela i kupca, oraz Anny ze Steingräberów. Studiował w Szkole Sztuk Pięknych w Warszawie. W tym czasie był przywódcą Czerwonej Młodzieży Studenckiej, organizatorem manifestacji patriotycznych w Warszawie. Aresztowany 27 lutego 1861, więziony w X Pawilonie Cytadeli Warszawskiej. Następnie znalazł się na emigracji. W 1862 przebywał w Paryżu, gdzie był wolnym słuchaczem na kursie ekonomii politycznej oraz zwyczajnym słuchaczem w szkole dróg i mostów. W 1862 słuchacz Polskiej Szkoły Wojskowej we Włoszech. 
Na początku 1863 powrócił na ziemie polskie i brał udział w powstaniu styczniowym pod komendą Makarego Drohomireckiego. Od września 1863 był komisarz pełnomocnym Rządu Narodowego na województwo kaliskie. Po upadku powstania wyjechał na Zachód. Kształcił się na Uniwersytecie w Heidelbergu. Ukończył studia prawnicze, uzyskując stopnie bakalaureata, licencjata, a w 1872 doktora. W 1870 współredagował „Répertoire de la législation de la doctrine et de la jurisprudence francaise”. Uczestniczył w wojnie francusko-pruskiej 1870/1871, za co otrzymał obywatelstwo francuskie. W 1871 walczył także w Komunie Paryskiej.
W 1872 przyjechał do Galicji. Przez dwa lata pełnił funkcję zastępcy naczelnika banku włościańskiego w Gorlicach. W 1877 otrzymał nostryfikację dyplomu doktorskiego oraz veniam legendi na Wydziale Prawa Uniwersytetu Lwowskiego jako docent prywatny prawa rzymskiego, a w 1880 jako docent prawa cywilnego francuskiego. W 1880 otrzymał obywatelstwo austriackie. W tym samym roku został sekretarzem i notariuszem Uniwersytetu Lwowskiego. W 1888 został profesorem nadzwyczajnym, a w późniejszych latach profesorem zwyczajnym prawa rzymskiego. Publikował prace z dziedziny prawa. Udzielał się również jako publicysta na łamach czasopism.
Zmarł w sierpniu 1906 we Lwowie. Został pochowany na Cmentarzu Łyczakowskim we Lwowie (w tym samym miejscu spoczął Wojciech Biechoński).